# نور تاتار
نور تاتار (به ترکی استانبولی: Nur Tatar)؛ (زادهٔ ۱۶ اوت ۱۹۹۲ در شهر وان شرق ترکیه) یک تکواندوکار کُردتبار اهل ترکیه است. او دارای چندین مقام در مسابقات مختلف است.
او در اسفند ۱۳۹۵ با مهران عسکری، عضو سابق تیم تکواندو دانشجویی ایران، ازدواج کرد و مراسم ازدواج آنها در مرداد ۱۳۹۶ در آنتالیا و با حضور آتاتورک برگزار شد.